# Olivier Veigneau
Olivier Veigneau (Suresnes, Illa de França, 16 de juliol de 1985) és un futbolista professional francès que actualment juga de defensa al primer equip del MSV Duisburg. Va començar com a futbolista a l'AS Monaco.